# Park Podviní
Park Podviní je veřejný park v Praze v městské části Praha 9 na území Libně s velmi malým přesahem do Vysočan. Nachází se mezi ulicemi Podvinný mlýn, Sokolovská a Rubeška.
Park vznikl v letech 1997–1998, realizován byl podle návrhu Stanislava Špouly, Miroslava Pacnera, Petra Hořejše a Libora Culky; byla přitom využita plocha bývalé zahrady zámečku nacházejícího se původně v blízkosti Podvinného Mlýna. Inspirací se pro autory projektu stal i  „Obrův chodník“,  zvláštní geologický útvar v Severním Irsku.
Dominantou parku je v jeho vysočanské části dětské hřiště v podobě kamenného hradiště připomínajícího ještěra, kterému kraluje deset metrů vysoký kmen starého dubu otočený kořeny vzhůru. Park je na jižní straně ohraničen Rokytkou, přes jezírko pod hradištěm parkem protéká revitalizovaný tok Proseckého potoka s množstvím lávek a jezírek. Park je osazen četnými lavičkami a místy k odpočinku. Nachází se zde několik dětských hřišť, na východním okraji parku se nalézá lanové centrum. Na západě se nachází areál Podviní. Na jihu je Rokytka a na severu kopec, na jehož vrchu se tyčí les. 
Uprostřed parku se nachází taky altán, který je v dnešní době poničený